# Alexandre Bardenet
Alexandre Bardenet (Saint-Saulve, 26 maggio 1990) è uno schermidore francese, specializzato nella spada.

## Carriera
Nel 2019 ha vinto la medaglia d'oro nella spada a squadre ai Mondiali di Budapest; nel 2022, alla rassegna iridata de il Cairo, si è laureato campione del mondo nella stessa disciplina.

## Palmarès
- Mondiali

Budapest 2019: oro nella spada a squadre.
Il Cairo 2022: oro nella spada a squadre.
Milano 2023: argento nella spada a squadre.
- Europei

Adalia 2022: bronzo nella spada a squadre.
Basilea 2024: oro nella spada a squadre.
Genova 2025: oro nella spada a squadre.